# Felipe Fleyres
Felipe Fleyres (Liefe, Flandes, 1776 -  ) fue un militar español de origen flamenco, Capitán general de Aragón durante la década ominosa.

## Biografía
En 1792 ingresó en la guardia valona, en la que llegó a subteniente en 1796. Luchó en la Guerra del Rosellón y en el asedio de Gibraltar de 1797. Al empezar la Guerra de la Independencia era comandante de los Migueletes de Talarn. Con el grado de coronel luchó en el sitio de Gerona de 1809, en el que fue herido en una mano, hecho prisionero y cercado al castillo de Bellegarde, de donde huyó a finales de 1809. En 1810 fue ascendido a brigadier y formó un Regimiento de manresanos con los que luchó en Sant Celoni y la Poble de Segur en 1812.
El 1822 fue ascendido a mariscal de campo, pero en agosto emigró a Francia y se puso a las órdenes del general Francisco de Eguía. En consecuencia, fue expulsado del Ejército, junto al barón de Eroles y el general Vicente Quesada. Volvió con los Cien Mil Hijos de San Luis y de mayo a diciembre de 1823 fue capitán general de Aragón. Después sería nombrado gobernador político y militar de Ciudad Rodrigo (1825-1828), comandante general de Asturias (1829), y gobernador militar y político de Cádiz (julio 1829-octubre 1831), donde reprimió algunas revueltas.
Fue condecorado con la Gran Cruz de la Orden de San Hermenegildo.